# هانز والدمان
هانز والدمان (ولد في بلكندورف سنة 1435، واعدم في 6 أبريل 1489 في زيوريخ) كان عمدة مدينة زيوريخ بسويسرا.
اعتقل في 1 أبريل 1489 بتهمة قتل كلاب صيد للفلاحين. وبعد محاكمة سريعة تم قطع رأسه بالسيف في 6 أبريل 1489 في الساعة 11:00 فوق محطة اليوم سترادهوفن على الممشى العالي.